# Poszwityń
Poszwityń (lit. Pašvitinys) – miasteczko na Litwie, położone w okręgu szawelskim i w rejonie pokrojskim, nad rzeką Szwintą. Liczy 440 mieszkańców (2001). Dawniej własność biskupów żmudzkich.

## Historia
Podczas okupacji hitlerowskiej, w lipcu 1941 roku Litwini na polecenie Niemców utworzyli getto dla żydowskich mieszkańców. Przebywało w nim około 250 osób. W sierpniu 1941 roku Niemcy zlikwidowali getto, a Żydów wywieziono do getta w Żagorach, by następnie zamordować. 